# Santé (chanson)
Singles de Stromae
Défiler
(2018) L'Enfer
(2022)
Santé est une chanson écrite, composée et interprétée par Stromae. La chanson est sortie le 15 octobre 2021 en tant que premier single extrait de l'album Multitude.
Il s'agit du premier single de Stromae sorti depuis 2018. La chanson se classe dès sa sortie no 1 en Wallonie.

## Paroles
Le titre est dédié aux travailleurs du quotidien rarement remerciés et pour qui Stromae décide de lever son verre,.

## Clip vidéo
Le clip vidéo de Santé est réalisé par Jaroslav Moravec et Luc Van Haver, le frère de Stromae. Sorti le 15 octobre 2021, il met en scène divers travailleurs en train de danser.

## Classements et certification

### Classements hebdomadaires
| Classement (2021)                       | Meilleure position |
| --------------------------------------- | ------------------ |
| Belgique (Flandre Ultratop 50 Singles)  | 2                  |
| Belgique (Wallonie Ultratop 50 Singles) | 1                  |
| Canada (Hot 100)                        | 87                 |
| Canada (Adult Contemporary)             | 48                 |
| États-Unis (Hot Dance/Electronic Songs) | 18                 |
| France (SNEP)                           | 3                  |
| France (SNEP Radio)                     | 4                  |
| France (Digital Songs)                  | 2                  |
| Global 200 (Billboard)                  | 143                |
| Mexique (Inglés Airplay)                | 18                 |
| Pays-Bas (Nederlandse Top 40)           | 34                 |
| Pays-Bas (Single Top 100)               | 22                 |
| Saint-Marin (San Marino RTV Top 50)     | 38                 |
| Suisse (Schweizer Hitparade)            | 7                  |

### Certification
| Pays | Certification | Ventes certifiées         |
| --- | ------------- | ------------------------- |
| Belgique (BEA)                                                                                            | 2 × Platine   | 80 000*                   |
| Canada (Music Canada)                                                                                     | Or            | 40 000^                   |
| France (SNEP)                                                                                             | Diamant       | 500 000‡[réf. nécessaire] |
| *Ventes selon la certification xNon précisé par la certification ‡ventes/streaming selon la certification |               |                           |

## Historique de sortie
| Pays  | Date            | Format                                | Label   |
| ----- | --------------- | ------------------------------------- | ------- |
| Monde | 15 octobre 2021 | Téléchargement, streaming, Clip vidéo | Mosaert |

## Utilisation
Santé est utilisée dans le film documentaire Au boulot ! (2024) de Gilles Perret et François Ruffin.[réf. nécessaire]